# Illuminati (gioco)
Illuminati è un gioco di carte pubblicato dalla Steve Jackson Games nel 1982 e ispirato dai romanzi della trilogia Illuminatus! di Robert Anton Wilson e Robert Shea. Venne ideato come una visione «umoristica (tongue-in-cheek) piuttosto che seria» delle teorie del complotto.
Lo scopo del gioco è quello di riuscire ad ottenere il controllo del mondo: ogni giocatore rappresenta una sinistra società segreta che, tramite il controllo di gruppi organizzati, compete per il controllo del mondo mediante mezzi legali, illegali o anche mistici, con altre organizzazioni concorrenti.
Nel 1995 ne venne pubblicata un'altra versione: Illuminati: New World Order, basata su carte collezionabili ed acquistabili in singole confezioni.

## Storia
Nel settembre 1981, Steve Jackson e Dave Martin, artista freelance che lavorava in quel periodo per Jackson, stavano discutendo della loro passione per la trilogia Illuminatus! e quest'ultimo suggerì di ricavarne un gioco. Steve Jackson decise di non scrivere un adattamento della trilogia a causa del costo di acquisizione dei diritti e della difficoltà di adattare un romanzo dalle trame complesse. Piuttosto optò per l'idea di creare «un gioco sull'"idea delle cospirazioni segrete" alla base di Illuminatus!»; dopo aver effettuato delle ricerche sugli Illuminati e altre teorie del complotto ed aver effettuato un intenso playtesting pubblicò il gioco nel luglio 1982 nel formato pocket box (una scatola di plastica delle dimensioni di un tascabile per il mercato di massa), come era già stato fatto per altri prodotti della Steve Jackson Games. Nel corso di pochi anni vennero pubblicate tre espansioni, due delle quali furono successivamente incorporate nell'edizione deluxe, mentre la terza venne pubblicata con il nome di Illuminati: Brainwash
Robert Shea elaborò una presentazione per il manuale della Illuminati Expansion Set 1 (1983), nella quale scrisse: «Forse gli Illuminati sono dietro "questo gioco". Dopotutto sono per definizione dietro a "qualunque cosa"». Nonostante il suo coinvolgimento iniziale, più tardi Wilson criticò alcuni di questi prodotti per aver sfruttato il nome della trilogia senza averne pagato i diritti, fruttando quello che considerava una scappatoia legale.

## Caratteristiche
Il gioco può essere giocato da 2 a 8 giocatori, a seconda del loro numero una partita può richiedere da una a sei ore. È stato scritto in stile umoristico e ci sono molte battute e giochi di parole, con carte come i Boy Sprouts (in cui sinistri leader della gioventù influenzano i futuri leader mondiali), i laser di controllo orbitale, la mafia, attivisti antinucleare a due teste o i trekkie.
La prima edizione presentava sei gruppi: Illuminati di Baviera, la Società della Discordia, gli gnomi di Zurigo gli UFO, i servi di Cthulhu, ed il triangolo delle Bermude. Nel gioco inoltre sono presenti gruppi simili o che comunque rispecchiano organizzazioni del mondo reale, come la Society for Creative Anachronism e l'Esercito di Liberazione Simbionese.
Sebbene alcuni gruppi possano sembrare sbilanciati, come gli Gnomi di Zurigo che hanno un alto livello di introito rispetto al più basso della Società della Discordia, in alcuni casi il loro vero valore non è valutabile al primo impatto. Pianificare la propria struttura di potere è importante, perché i gruppi vicino alla propria carta Illuminati hanno un bonus alla difesa. Inoltre i gruppi possono "bloccare" le frecce di controllo uno dell'altro. Il flusso di denaro è anch'esso importante, dato che serve a aumentare la capacità offensiva/difensiva del gruppo sul quale viene posto. Tattiche come cercare di mettere un avversario uno contro l'altro, tradire i propri alleati e nascondere i propri veri motivi sono incoraggiate.

### Le carte
Il gioco viene giocato con un mazzo di carte speciali, gettoni che rappresentano milioni di dollari (megabucks) e due dadi a sei facce. Ci sono tre tipi di carte: illuminati, gruppi, speciali.
Le carte Illuminati rappresentano gruppi segreti di cospiratori che complottano per assumere il dominio del mondo. Il mondo è rappresentato dalle carte gruppo, ognuna delle quali rappresenta un'organizzazione o fazione, reale o fittizia, come i Secret Masters of Fandom, la CIA, la Cospirazione comunista internazionale, i Geni Malvagi per un Futuro Migliore, la California, l'Associazione Genitori Insegnanti e molte altre. In totale ci sono circa 300 gruppi. Ogni carta gruppo e ha tre parametri: potere, resistenza e introito, la maggior parte dei gruppi ha anche un allineamento politico-ideologico.
Ogni carta gruppo ha sempre una freccia di controllo entrante lungo uno dei bordi e da zero a tre frecce uscenti, mentre le carte Illuminati hanno sempre quattro frecce laterali di controllo. Quando un gruppo viene conquistato durante un attacco, viene posto vicino al gruppo che l'ha conquistato con la sua freccia entrante adiacente a una delle frecce uscenti del gruppo conquistante. Le carte speciali rappresentano eventi inaspettati che possono, per esempio, incrementare l'introito o la resistenza di un gruppo o annullare l'effetto di un'altra carta speciale.

### Le regole
Ogni giocatore riceve una carta Illuminati che rappresenta la sua società segreta, e le partite si giocano in turni, la principale attività dei giocatori è di prendere il controllo dei gruppi. Durante un attacco per prendere il controllo l'attaccante deve superare la resistenza del gruppo attaccato, con la potenza combinata dei suoi gruppi (influenzata dall'allineamento o allineamenti dell'attaccato e del difensore), della moneta spesa nell'attacco e dall'effetto delle carte speciali. Se un giocatore controlla il gruppo attaccato può difendersi spendendo denaro e carte speciali. Altri giocatori possono spendere denaro a favore dell'attaccante o del difensore, secondo la loro convenienza. Se un attacco per prendere il controllo riesce la carta che rappresenta il gruppo viene piazzata nella struttura di potere vicino al gruppo attaccante, formando una struttura di potere che cresce a partire dalla carte Illuminati.
Ogni gruppo garantisce un certo ammontare di denaro, rappresentato dal valore riportato sulla sua carta. Il denaro può essere spostato solo da un gruppo a uno collegato (controllato o controllante) e comunque una volta per turno. Il denaro posto sulla carta Illuminati è utilizzabile per la difesa o l'attacco di gruppi in tutto il mondo. Il denaro posto su una carta gruppo è utilizzabile solo per la difesa di quel gruppo (e in questo caso conta doppio) o per un attacco che parta da quel gruppo. Sono possibili attacchi per neutralizzare un gruppo (rimuoverlo dalla struttura di potere e rimetterlo al centro del tavolo) o per distruggere (eliminare del tutto un gruppo per il resto del gioco). Durante il proprio turno un giocatore può contrattare con gli altri giocatori, formare alleanze (che però non sono vincolanti), e scambiare risorse. In una variante del gioco i giocatori possono barare, rubare denaro dal tavolo e fare tutto ciò che occorre per vincere.
Lo scopo del gioco è di costruire una struttura di potere di un numero minimo di carte gruppo dipendente dal numero di giocatori, o di soddisfare la condizione speciale di vittoria del proprio gruppo di illuminati, per esempio il Triangolo delle Bermuda vince se controlla almeno una carta per ogni tipo di allineamento, gli Illuminati se controllano una struttura del potere combinato pari a 35 e gli Gnomi di Zurigo se riescono ad accumulare almeno 150 megabucks.

## Edizioni ed espansioni

### Edizioni
- Steve Jackson (1982) Illuminati: prima edizione, in pocket box.
- Steve Jackson (1987) Illuminati: Deluxe Edition: confezione in scatola che comprende le prime due espansioni, che aggiunge la Società degli Assassini e la Rete (Network)
- Steve Jackson (1999) Illuminati: Y2K: ristampa a colori dell'edizione deluxe, che include un'espansione che aggiunge la Chiesa del SubGenio e Shangri-La.
- Steve Jackson, Allen Varney (2001) Illuminati: Brainwash: ristampa di Illuminati Expansion Set 3
- Steve Jackson (2013). Illuminati: The Game Of Conspiracy. 12ª edizione. Giugno 2013. Ristampa prima edizione con l'aggiunta di tre carte illuminati.

### Espansioni
- Steve Jackson (1983). Illuminati Expansion Set 1. Prima espansione.
- Steve Jackson (1983). Illuminati Expansion Set 2. Seconda espansione.
- Steve Jackson (1985). Illuminati Expansion Set 3. Terza espansione.
- Steve Jackson (2007). Illuminati: Bavarian Fire Drill:aggiunge regole per fare il lavaggio del cervello a un gruppo (cambiandone l'allineamento), propaganda (che cambia il potere e introito di tutti i gruppi di un dato allineamento), aggiungere attributi ai gruppi e alcune altre regole opzionali minori.
- Steve Jacskon (2010). Illuminati: Mutual Assured Distraction: aggiunge un nuovo tipo di carta (gli artefatti) e nuovi gruppi.

Inoltre, nel numero 72 di Space Gamer, Bill Cassel presentò un'espansione non ufficiale intitolata The Pythonated Illuminati, basata sulla serie televisiva Monty Python's Flying Circus.

## Citazioni
- Illuminati The New World Order viene citato nel romanzo di Dan Brown Angeli e Demoni (anche se indicato come videogioco, viene citata esplicitamente la Steve Jackson Games).

## Riconoscimenti
- Illuminati vinse l'Origins Award come "Best Science-Fiction Board Game del 1982".[7]
- GURPS Illuminati vinse l'Origins Award per "Best Roleplaying Supplement del 1992".[8]
- Illuminati: New World Order ha vinto l'Origins Award per "Best Card Game del 1994".[9]
- Illuminati PBM ha vinto l'Origins Award per "Best Play-by-Mail Game del 1985", 1990–1994[8][9][10][11][12], pareggiato nel 1995 con Middle-earth PBM[13], e aggiunto alla Hall of Fame di Origins nel 1997.[14]

## Giochi correlati
La Steve Jackson Games ha pubblicato i seguenti giochi derivati dalle meccaniche di Illuminati:
- Steve Jackson (1992). Hacker, un gioco da tavolo in cui i giocatori sono hacker che cercano di controllare sistemi informatici. Ispirato dal raid del 1990 del Servizio Segreto statunitense e vincitore dell'Origins Award 1992 per il Best Modern-Day Boardgame.[8], seguito nel 1993 dall'espansione Hacker II: The Dark Side.
- Steve Jackson (1994). Illuminati: New World Order. Gioco di carte collezionabile
- Steve Jackson (2004). Illuminati Crime Lords, una variante in cui i giocatori controllano capi mafiosi in competizione per il controllo della città.

Inoltre ha pubblicato anche alcuni moduli per il gioco di ruolo GURPS con la stessa ambientazione cospirazionista, tra cui GURPS Illuminati, GURPS Illuminati University e GURPS Warehouse 23.
La Adventure Systems creà, su licenza della Steve Jackson Games, una versione Play by Mail (PBM) di Illuminati con molte modifiche. Il gioco fu infine acquistato dalla Flying Buffalo. L'autore, Draper Kauffman, stava tentando da diversi anni di sviluppare un "gioco di strategia globale" quando ricevette una copia di Illuminati. Ricordando la creazione del PBM, Kauffman scrisse «non ci volle molto prima che scoprissi che ogni problema nel gioco che stavo sviluppando era stato risolto in maniera sospettosamente simile: "Hey! e se semplicemente lo gestissi come hanno fatto in Illuminati?»